# Эйс, Мария
Мария Терезия Эйс (нем. Maria Theresia Eis; 22 февраля 1896, Прага, Австро-Венгрия — 18 декабря 1954, Вена, Австрия) — австрийская актриса
 театра и кино.

## Биография
В 1917 году окончила театральный факультет Венской академии музыки и исполнительского искусства. В 1918—1925 годах играла в театре «Нёйе винер бюне», где исполняла главным образом трагедийные роли: Клитемнестра («Электра» Софокла), Гертруда («Гамлет» Шекспира), Юдифь («Уриэль Акоста» Гуцкова).
В 1926—1932 годах — актриса Гамбургского Немецкого театра. В 1933 году переехала в Вену, где стала ведущей актрисой «Бургтеатра», членом которого она была до самой смерти.
С 1935 года Мария Эйс с успехом снималась в кино, снялась в двух десятках художественных фильмов.
После аншлюса Австрии в 1938 году могла играть только по специальному разрешению, потому что была замужем за «полуевреем».
Творчество М. Эйс сочетало глубокое трагедийное дарование и острую характерность. Игра актрисы отличалась эмоциональностью, она наделяла своих сценических героинь волей, мужеством.

## Избранные театральные роли
- Мария Стюарт;
- баронесса Штраль («Маскарад»),
- Полли («Трёх-грошовая опера» Брехта)
- королева Елизавета («Мария Стюарт»),
- Кримхильда («Нибелунги» Хеббеля),
- Медея (о. п. Грильпарцера),
- Меланья («Егор Булычов и другие»),
- Аркадина («Чайка») и др.

## Избранная фильмография
- 1935: Episode
- 1938: Spiegel des Lebens
- 1940: Liebe ist zollfrei
- 1941: Tanz mit dem Kaiser
- 1948: Der Prozeß
- 1948: Gottes Engel sind überall
- 1949: Liebling der Welt
- 1949: Duell mit dem Tod
- 1949: Wir haben soeben geheiratet
- 1949: Geheimnisvolle Tiefe
- 1950: Toselli-Serenade
- 1950: Gruß und Kuß aus der Wachau
- 1951: Asphalt
- 1951: Das Herz einer Frau
- 1951: Maria Theresia
- 1952: Wienerinnen im Schatten der Großstadt
- 1953: Der Verschwender
- 1953: Flucht ins Schilf
- 1953: Pünktchen und Anton
- 1953: Franz Schubert — Ein Leben in zwei Sätzen

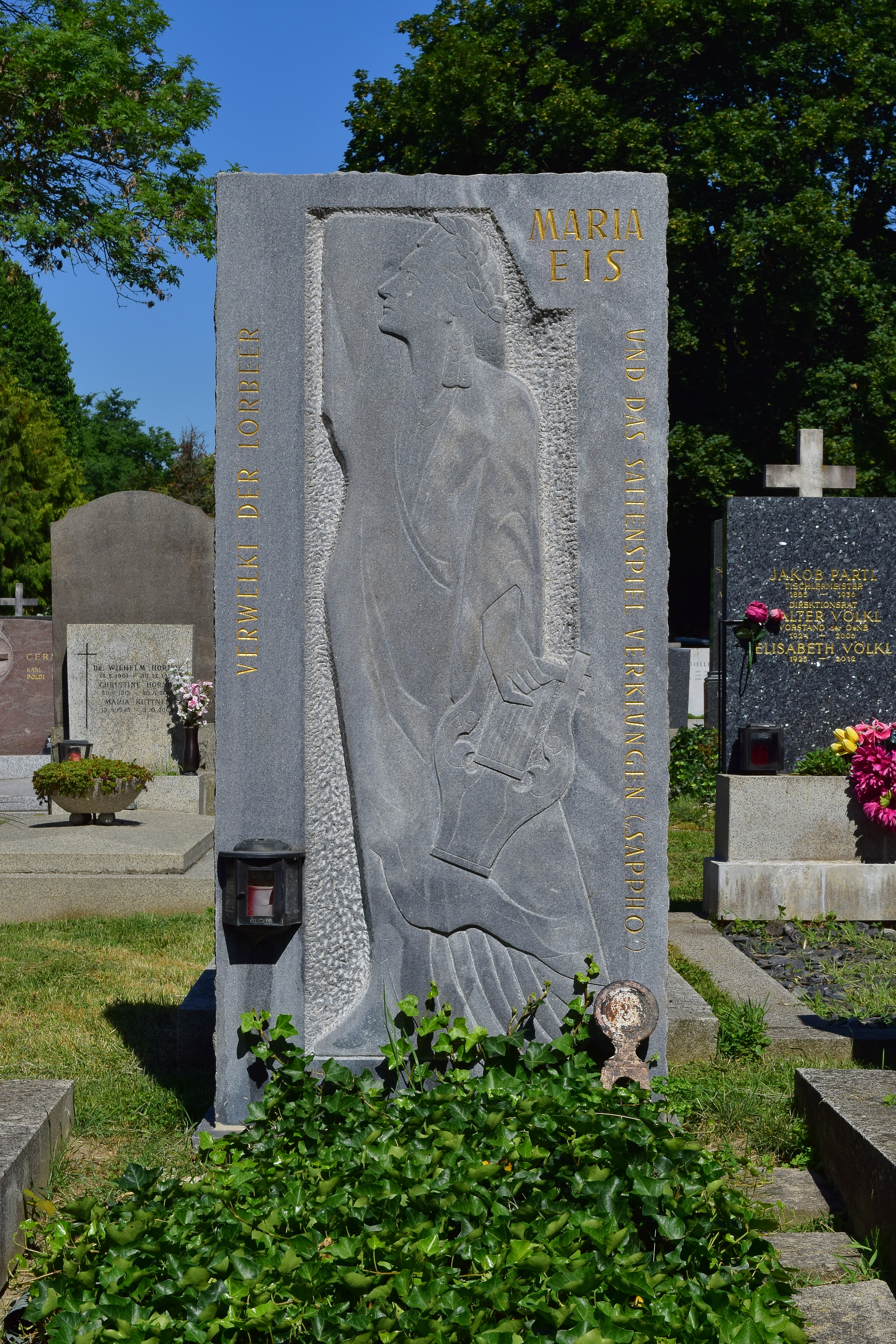
Почётная могила на Центральном кладбище Вены

- 1954: Das Licht der Liebe
- 1954: Ewiger Walzer
- 1954: Weg in die Vergangenheit

## Память
- В 1960 году в её честь была названа транспортная развязка в третьем районе Вены — Ландштрасе

Похоронена на Центральном кладбище Вены.